# 悪と仮面のルール
『悪と仮面のルール』（あくとかめんのルール）は、中村文則による日本の小説である。2010年6月29日に、講談社創業100周年記念「書き下ろし100冊」作品として単行本が刊行された。2013年10月16日には講談社文庫版が発売された。
本作品の英訳版 (EVIL AND THE MASK) が、ウォール・ストリート・ジャーナル紙の2013年ベストミステリーの10作品に選ばれる。
2018年に映画化された。

## あらすじ
11歳の時に父・久喜捷三からこれからの教育方針を聞かされていた文宏は、もうすぐ14歳を迎える頃、父からの危害を予測して父を殺害する決心をする。香織を守るために行ったことだったが、母親似だと思っていた文宏の顔が酷くやつれて人相が変わり、醜い父親に似てきて文宏は愕然とする。
捷三は消息不明とされたまま、香織は高校進学で、文宏は大学進学で2人とも久喜家の屋敷を出て、文宏は東北の大学に行く。自殺も図るが、自分を消滅させることを考えるようになり、整形して別人となって香織を守る生活を始める。その香織はクラブのホステスになっていた。文宏は香織を守るために行動を起こす。

## 登場人物

### 久喜家
久喜 文宏（くき ふみひろ）
大財閥・久喜捷三の6人兄弟の末子で4男。父親が60歳過ぎて生まれた。
東北の大学を卒業後の20代の時に顔を整形し、30歳の新谷弘一（しんたに こういち）として香織を見守る。
久喜 香織（くき かおり）
11歳の時に久喜家の養女になった。文宏と同じ小学校・中学の同じクラスに通うが、高校進学のために久喜家を出た後、クラブのホステスとなる。
久喜 捷三（くき しょうぞう）
文宏の父。久喜家の当主。
久喜 幹彦（くき みきひこ）
文宏の兄。久喜捷三の次男でナンバー2。

### 文宏の協力者
医師
非正規の形成クリニックの医師。
探偵の男
久喜捷三の探偵。
文宏が整形した後、文宏が香織の現在の様子などを調べるように依頼した男。
小西 あずさ
香織と同じクラブのホステス。「探偵の男」が香織と親しくなるように仕向けた女性。

### その他
伊藤 亮祐（いとう りょうすけ）
久喜家の家系の一人。文宏と同い年。
吉岡 恭子
文宏が「ダルファール」で知り合った女性。
会田
新谷弘一を容疑者だと疑う刑事。
矢島 孝之
詐欺師。本名は西田昌之。34歳。危害を与えるつもりで香織に近づいた、クラブの客。

## 映画
2018年1月13日に、映画化され全国公開された。主演は玉木宏。

### キャスト
- 久喜 文宏 / 新谷 弘一 - 玉木宏（幼少期：板垣李光人）
- 久喜 香織 - 新木優子[4]（少女期：野呂真愛）
- 伊藤 亮祐 - 吉沢亮[5]
- 久喜 幹彦 - 中村達也
- 榊原（探偵） - 光石研
- 久喜 捷三 - 村井國夫
- サトウ（伊藤の仲間） - 尾上寛之
- 整形外科医 - 呉汝俊
- 会田 - 柄本明

### スタッフ
- 原作 - 中村文則『悪と仮面のルール』（講談社文庫）
- 監督・編集 - 中村哲平
- 脚本 - 黒岩勉
- 音楽 - 佐藤和郎
- 主題歌 - Uru「追憶のふたり」（ソニー・ミュージックアソシエイテッドレコーズ）[6]
- 製作 - 坂本敏明、本田晋一郎、小西啓介、セオドール・ミラー
- プロデューサー - 松橋真三、平野宏治
- ラインプロデューサー - 角田道明
- 撮影 - 鰺坂輝国
- 照明 - 中川大輔
- 録音 - 岡本立洋
- 美術 - 橋本創
- 装飾 - 岩間洋
- 衣装 - 坂井央里英
- ヘアメイク - 板垣美和
- アクション - 小池達朗
- 記録 - 笹本千鶴
- VFX - 亀山和寛
- スーパーヴァイジングサウンドエディター - 勝俣まさとし
- チーフ助監督 - 佐藤洋輔
- 制作担当 - 櫻井紘史
- 脚本開発協力 - 白石和彌、登米裕一
- 制作協力 - エンパイア エンターテイメント
- 配給 - ファントム・フィルム
- 企画制作 - プラスディー
- 製作 - 「悪と仮面のルール」製作委員会（キングレコード、アオイコーポレーション、プラスディー、ファントム・フィルム、イドエンターテインメント、エンパイア エンターテイメント）